# 许万权
许万权（1993年4月19日—），出生于大连，足球运动员。现效力辽宁宏运，司职后卫。

## 职业生涯
2011年6月，辽足官方宣布许万权与其他五名球员自辽足梯队提拔入一队，但这个赛季辽宁队没有在中超联赛中为他报名。2012年，许万权进入辽宁队征战中超的大名单，但是夏季转会时他被租借到中乙联赛球队新疆海棠，出任主力中后卫，出场12次（全是首发），并在第14轮主场3比1击败陕西老城根的比赛中打入一球。新疆海棠排在第五名，无缘全国总决赛。新疆海棠队以参加第十二届全运会的新疆U20男足队为班底，许万权是自辽宁全运队交流到新疆全运队的球员。2013年，许万权随新疆队参加了第十二届全运会。新疆U20队打入了半决赛，对手是辽宁队，由于许万权自辽宁队交换而来，这场比赛新疆队没有派他上场，最终新疆队在点球大战中落败，没能进入决赛。2014年，许万权回到辽宁宏运。

## 出场纪录
最后更新：2012年3月1日
| 赛季 | 球队     | 联赛 | 联赛 | 联赛 | 足协杯 | 足协杯 | 中超杯 | 中超杯 | 亚冠 | 亚冠 | 总计 | 总计 |
| 赛季 | 球队     | 联赛 | 出场 | 进球 | 出场   | 进球   | 出场   | 进球   | 出场 | 进球 | 出场 | 进球 |
| ---- | -------- | ---- | ---- | ---- | ------ | ------ | ------ | ------ | ---- | ---- | ---- | ---- |
| 2012 | 辽宁宏运 | 中超 | 0    | 0    | 0      | 0      | -      | -      | 0    | 0    | 0    | 0    |
| 2012 | 新疆海棠 | 中乙 | 12   | 1    | -      | -      | -      | -      | -    | -    | 12   | 1    |
| 总计 | 总计     | 总计 | 12   | 1    | 0      | 0      | 0      | 0      | 0    | 0    | 12   | 1    |